# Franz Weidhüner

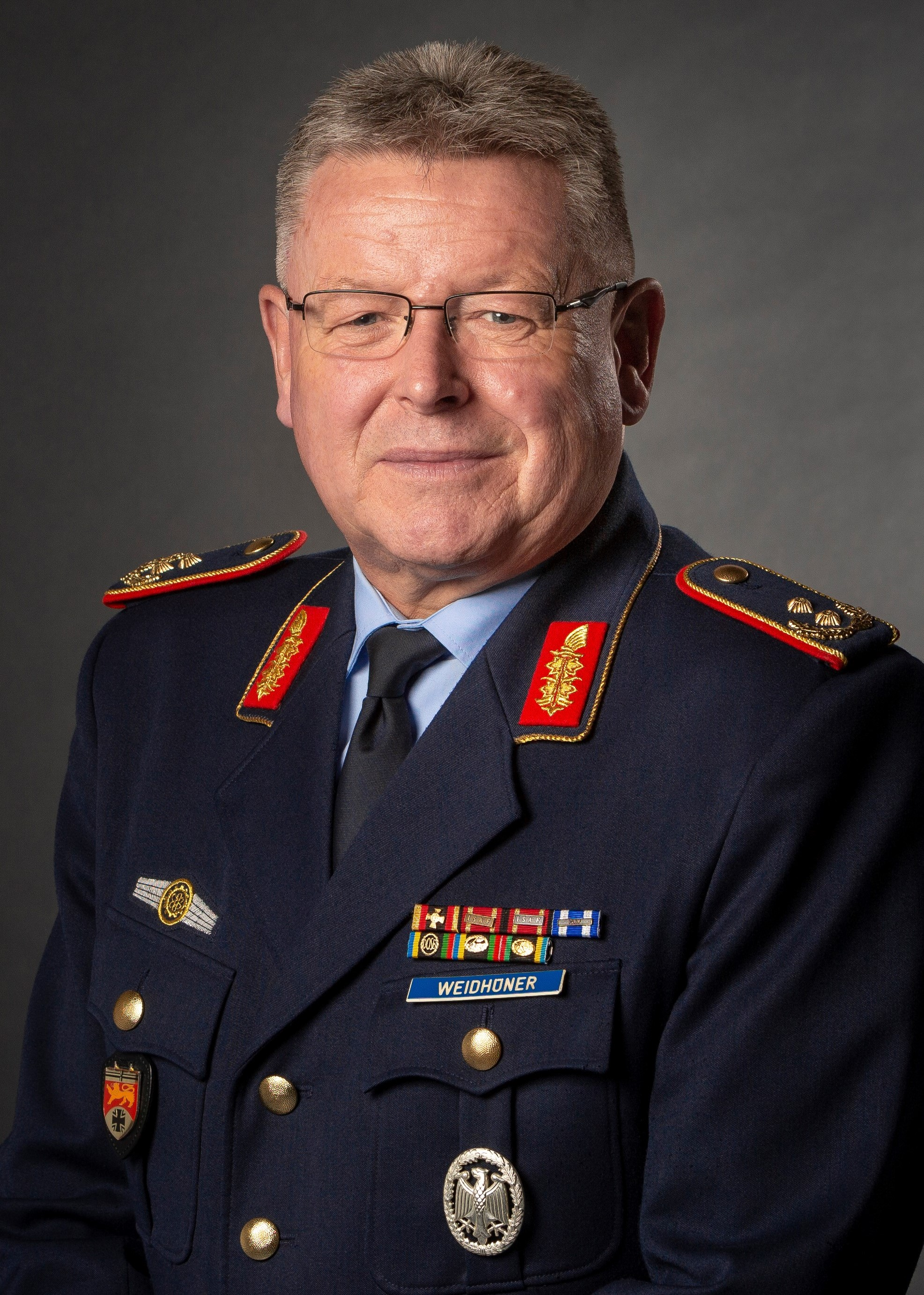
Franz Weidhüner, Amtschef Streitkräfteamt

Franz Weidhüner (* 4. Oktober 1958 in Varel) ist ein deutscher Generalmajor der Luftwaffe außer Dienst und war in seiner letzten Verwendung vom 15. Dezember 2017 bis 28. September 2023 Amtschef des Streitkräfteamtes in Bonn.
Weidhüner machte das Abitur am Lothar-Meyer-Gymnasium in Varel. Seine militärische Laufbahn begann er 1975 und war vor seiner Verwendung als Amtschef Unterabteilungsleiter P II in der Abteilung Personal des Bundesministeriums der Verteidigung und zeichnete verantwortlich für die Personalentwicklung des zivilen und militärischen Personals der Bundeswehr. Bis zur Auflösung des Logistikamtes der Bundeswehr Ende 2012 war Weidhüner dessen letzter Kommandeur und im Anschluss bis 2015 Kommandeur der Logistikschule der Bundeswehr. 2017 wurde er Amtschef des Streitkräfteamtes, als Nachfolger von Werner Weisenburger. Diesen Dienstposten übergab er am 28. September 2023 an Oliver Kohl und trat in den Ruhestand.
Weidhüner absolvierte in seiner Dienstzeit zwei Auslandseinsätze.